# M198
M198 je vučna haubica srednje veličine koja je razvijena za potrebe američke kopnene vojske i američkog marinskog korpusa. Transport haubice moguć je na više načina. Osim što se može prevoziti pomoću vojnog vozila, haubicu mogu prenositi letjelice zračnih snaga. Tako se primjerice haubica može ispustiti iz vojnog teretnog aviona pomoću padobrana ili se može transportirati putem vojnog helikoptera, preciznije - CH-47 Chinook ili CH-53E Super Stallion.
M198 namijenjen je topničkim postrojbama u vojsci. Također, može pružiti podršku zračnim snagama, nakon napada iz zraka na ciljeve na zemlji.
Osim u američkoj, M198 koristi se i u iračkoj, pakistanskoj i australskoj vojsci.
Haubica M198 zamijenjena je s ultralakom britanskom haubicom M777 koju proizvodi BAE Systems Global Combat Systems. Isporuke nove haubice su u tijeku.

## Vrste korištenog streljiva
- Jaki eksploziv - eksploziv s B kompozitnim materijalom pakiranim u debele "ljuske" što uzrokuje veliku eksploziju nakon koje se oštri šrapneli šire brzinom od 5.000 do 6.000 metara u sekundi. "Zona smrti" je u radijusu od 50 m, dok u radijusu od 100 m može prouzročiti ozbiljne ozljede. Ovaj eksploziv stavlja se u projektil M-107 NC/DC. Američka vojska i marinski korpus koriste M795 eksploziv.

- Raketno navođeni projektil - projektili koji koriste jaki eksploziv imaju naziv H.E.R.A. (eng. High Explosive Rocket Assisted Projectile). Ovakvi projektili imaju veći domet nego klasični projektili s jakim eksplozivom. Ovakav 155 mm projektil ima najveći domet od 30,1 km.

- Bijeli fosfor - fosforni projektili dolaze u dvije verzije - standardnoj i felt-wedge. Dim bijelog fosfora koristi se za označavanje početka paljbe, zapaljenje mete ili samo za stvaranje dima koji je koristan, jer se njime mogu prikriti pokreti vojnih jedinica, što neprijateljska strana ne može vidjeti.

- Iluminacija - iluminacijski projektili služe za osvjetljenje, kako bi se padobranske jedinice prije skoka na zemlju mogle formirati. Ona je idealna padobrancima koji su na visini od 600 metara a takav projektil osvjetljava kopneni prostor na veličini od milijun kvadratnih metara. Iluminacijska granata se često zna koristiti u kombinaciji s granatama s jakim eskplozivom. Tako se padobrancima osvjetljava prostor, ali se paralelno "uništavaju" neprijateljski živi ciljevi na tlu. Tako se u konačnici povećava učinkovitost iluminacijskog projektila. Osim po noći, ovi projektili mogu se koristiti i po danu, kako bi zrakoplovima označili ciljeve. Za potrebe osvjetljavanja koristi se M485 granata koja može gorjeti 120 sekundi.

- Poboljšano konvencionalno streljivo s dvostrukom namjenom - nakon što se ispali projektil, iz njega prije cilja ispada 88 malih bombica. Svaka ta bombica oblikovana je tako da može probiti čelik debljine dva inča, dok je fragmentacijsko kućište učinkovito protiv pješaštva na otvorenom prostoru. Ovakav oblik streljiva učinkovit je protiv vojnih oklopnih vozila, čak i protiv tenkova. Najveću učinkovitost postiže protiv neprijateljske pješadije.

- Topnički sustav streljiva za odbijanje iz prostora (eng. Area Denial Artillery Munition System, skraćeno ADAMS) - projektil koji koristi protu-pješačke mine. Mine su smještene unutar projektila, dok je projektil povezan s vojnom komandom putem žice. Stoga ovakav oblik streljiva izaziva "efekt iznenađenja", jer vojni operater može aktivirati minu prije nego što ona padne na tlo. Također, ugrađen je i sustav samouništenja koji se aktivira nakon određenog vremenskog perioda.

- Protu-oklopni minski sustav s daljinskim upravljanjem (eng. Remote Anti Armor Mine System, skraćeno RAAMS) - topnički projektil u koji su ugrađene protu-oklopne mine. Najčešće se koristi s ADAMS projektilima. Također ima ugrađen sustav samouništenja nakon određenog vremenskog perioda.

- Bakrena glava - ovaj projektil koristi jako streljivo, bojna glava izrađena je od bakra, a koristi se projektil M712. Primjenjuje se pri vrlo preciznom gađanju neprijateljskih ciljeva "visoke vrijednosti", npr. tenkova i utvrda. Da bi se to postiglo meta mora biti označena pomoću sustava laserskog označivanja. Ovaj projektil više nije u proizvodnji i uporabi u američkoj vojsci.

- SADARM - eksperimentalno streljivo koje se ispaljuje na neprijateljsko vozilo. Eksplozivni sadržaj aktivira se u određenom vremenskom trenutku kada projektil najbliže dođe vozilu.

## Zamjena
Švedska tvrtka BAE Systems potpisala je ugovor s oružanim snagama SAD-a, u kojima će kopnena vojska i korpus mornaričkog pješaštva postojeći M198 zamijeniti sa švedskom M777 vučnom haubicom od 155 mm, koja teži manje od 4220 kg.
M777 vučnu haubicu izvorno je razvila britanska Vickers grapacija.

## Korisnici
| - SAD - Australija - Ekvador - Honduras - Irak: 120 topova je dostavljeno iz SAD-a. |  | - Libanon - Pakistan - Saudijska Arabija - Tajland - Tunis |

## Vanjske poveznice
- Oružane snage Australije
- Oružane snage Pakistana  Arhivirana inačica izvorne stranice od 19. ožujka 2012. (Wayback Machine)